# Carl Spitzweg

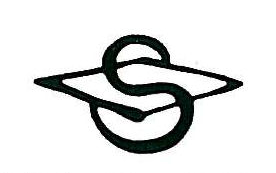
Monogram, często używany przez Carla Spitzwega do podpisywania swych obrazów

Carl Spitzweg (ur. 5 lutego 1808 w Monachium, zm. 23 września 1885 w Monachium) – niemiecki malarz i rysownik; jego twórczość była związana ze środowiskiem niemieckiego mieszczaństwa, określanego jako „Biedermeier”.

## Życiorys
Carl Spitzweg urodził się w Unterpfaffenhofen (od 1978 dzielnica Germering). Pochodził ze środowiska zamożnego kupiectwa. Zgodnie z wolą rodziny wykształcił się na kupca, był szanowany jako działacz polityczny.
Jego dwaj bracia zdobyli również zawody cieszące się szacunkiem w ich środowisku. Najstarszy, Simon, miał przejąć przedsiębiorstwo po ojcu, Carl miał zostać aptekarzem, a najmłodszy Eduard lekarzem. W wieku 11 lat stracił matkę. Jego ojciec ożenił się w tym samym roku powtórnie z siostrą zmarłej żony.
Carl Spitzweg ukończył z wyróżnieniem gimnazjum humanistyczne w Monachium.
Zgodnie z wolą ojca rozpoczął w 1825 praktykę w nadwornej aptece królewskiej w Monachium. 1 grudnia 1828 zmarł jego ojciec.
1829 pracował w aptece „Pod Lwem” w Straubing, gdzie zetknął się z malarzami i aktorami.
W roku 1830 rozpoczął studia przyrodnicze na Uniwersytecie Monachijskim, ukończone z wyróżnieniem w roku 1832. W 1833 porzucił zawód aptekarza i poświęcił się całkowicie malarstwu. Nigdy nie studiował malarstwa, był zupełnym samoukiem. Odbył kilka podróży po Europie.
W roku 1845 został współpracownikiem pisma satyrycznego „Fliegende Blätter”, w którym zamieszczał liczne rysunki humorystyczne.
Został pochowany na Starym Cmentarzu Południowym w Monachium.

## Dzieła

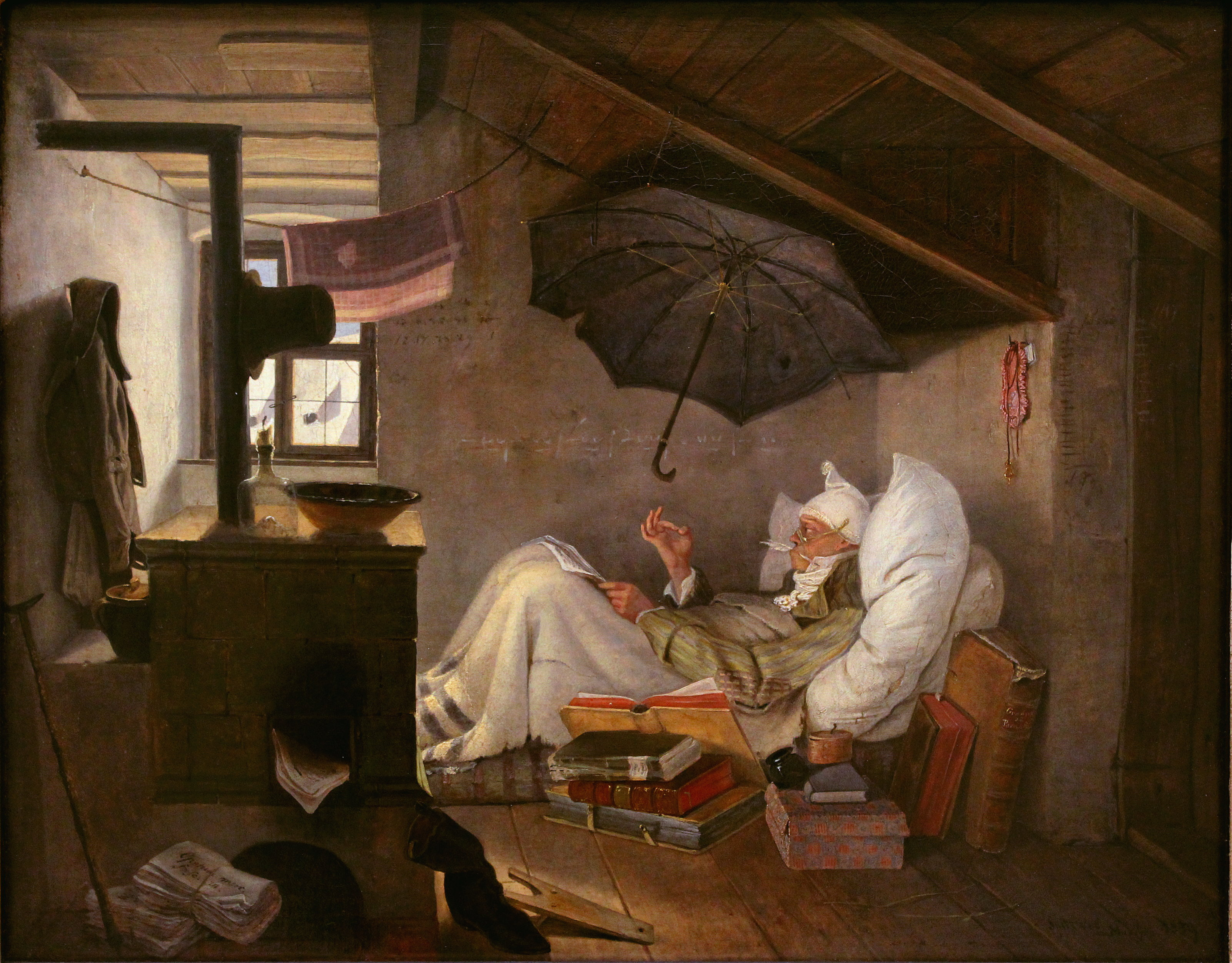
Biedny poeta (1839)
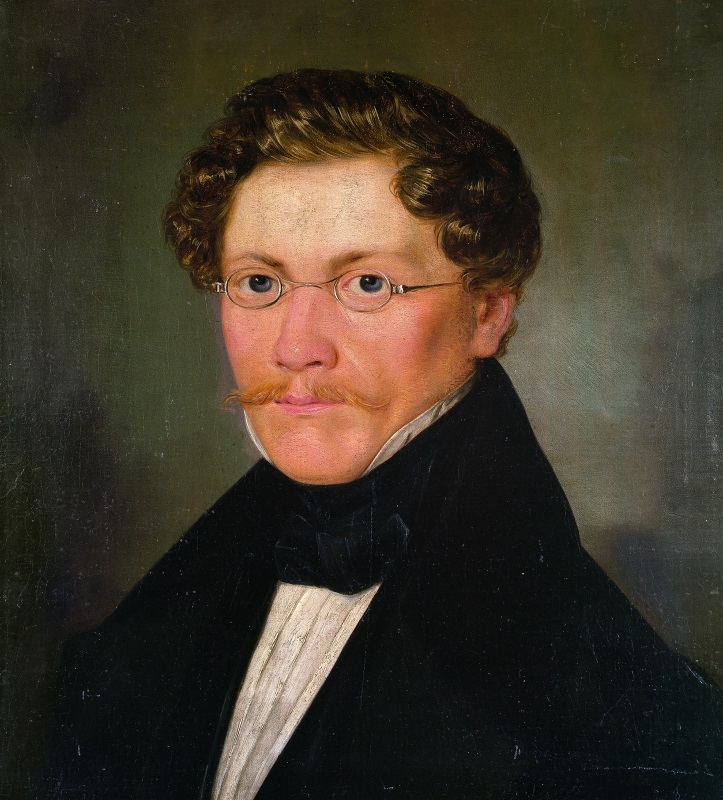
Autoportret (ok. 1842)
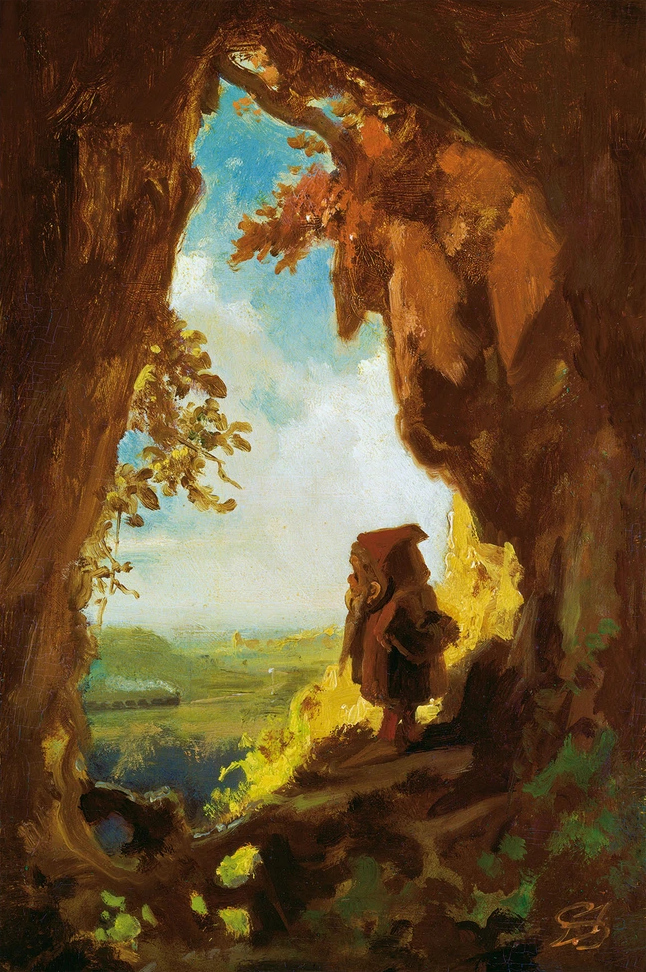
Gnom, patrząc na kolej(inne języki) (1848)
Mól książkowy (1850)
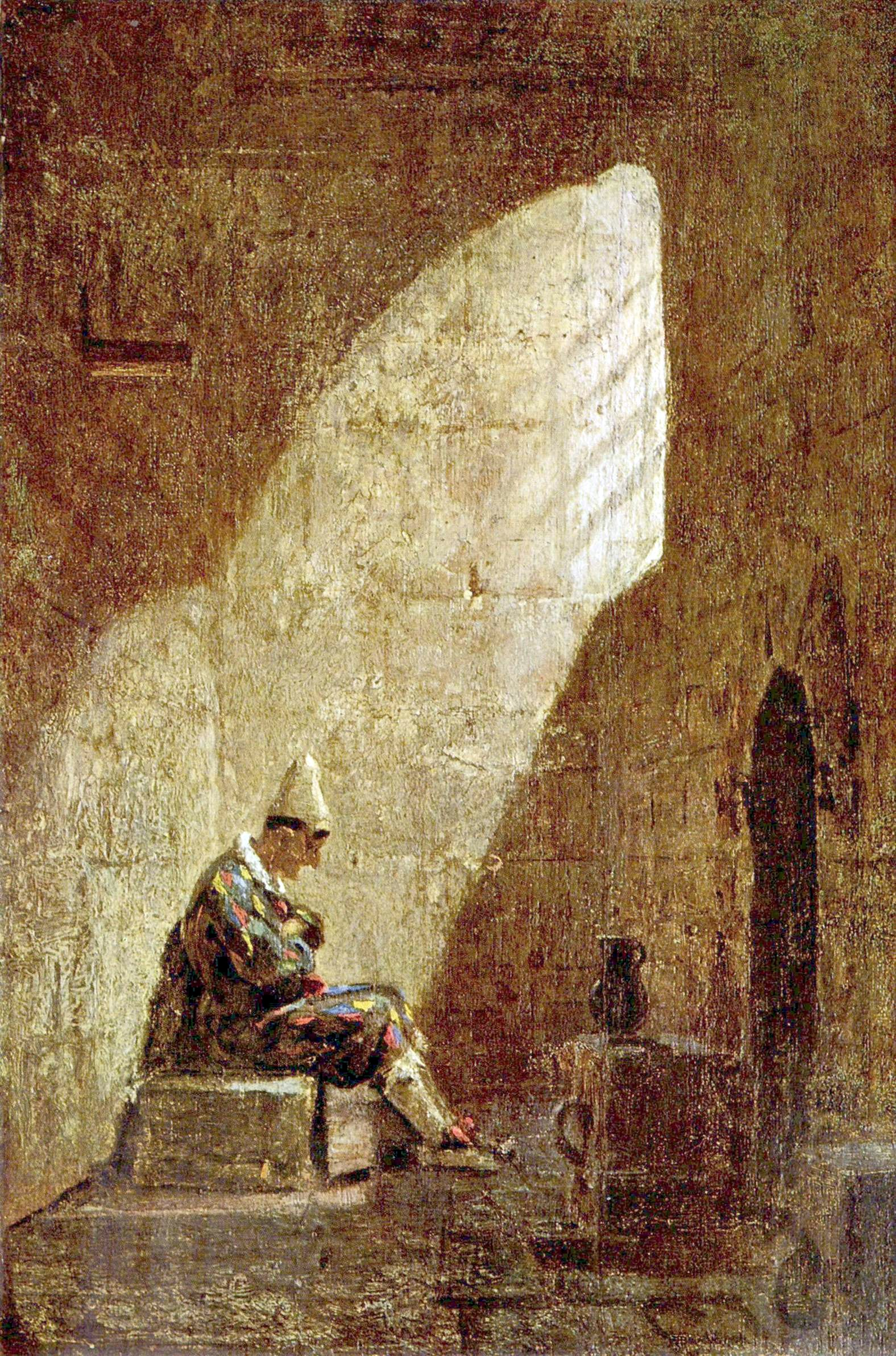
Środa popielcowa (1857)
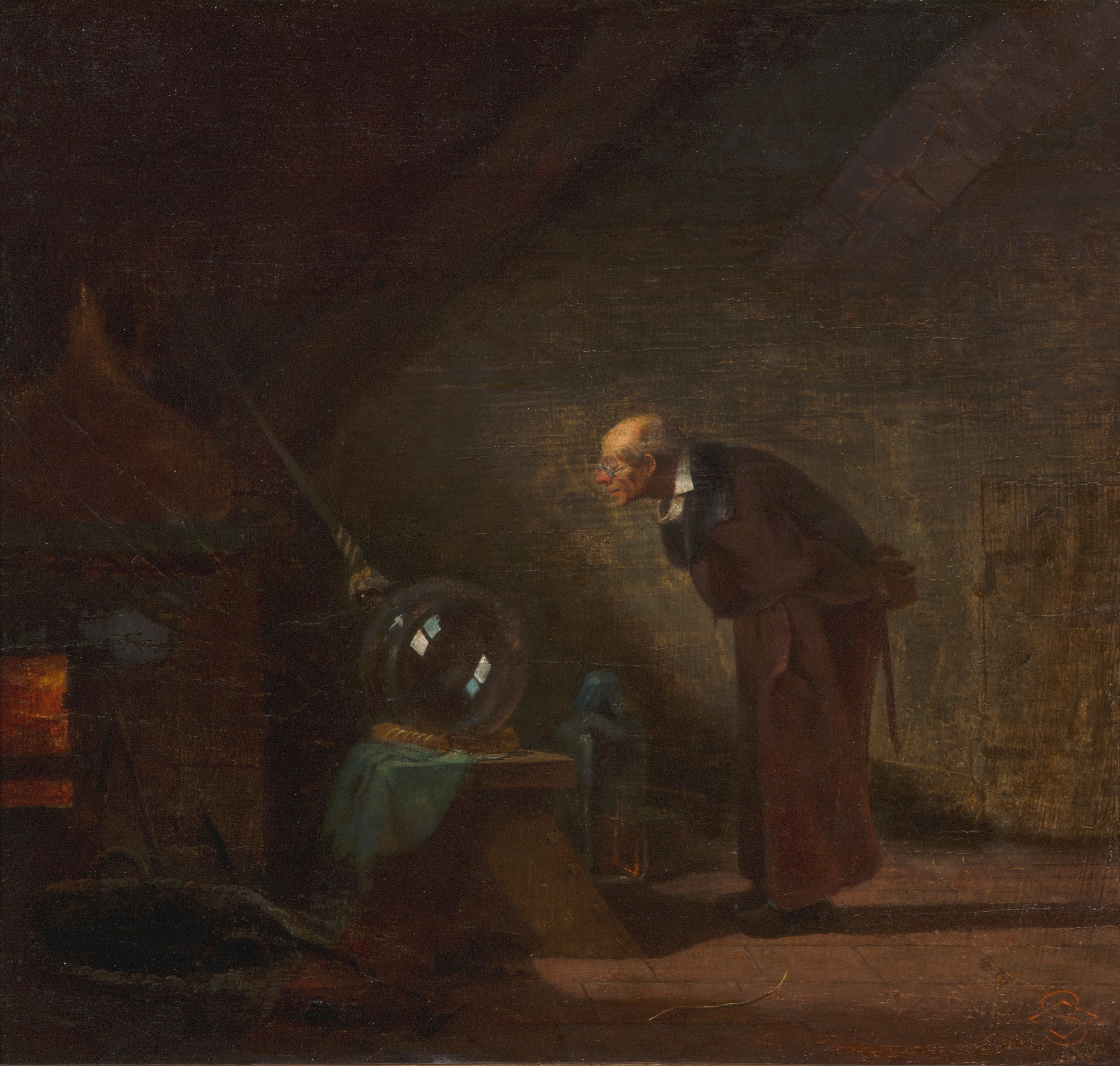
Alchemik (1860)
Straż nocna (1870-1875)